# Rebouças
Rebouças este un oraș în Paraná (PR), Brazilia.